# Hoplisoma
Hoplisoma ist eine Gattung aus der Familie der Panzer- und Schwielenwelse (Callichthyidae). Wie alle Panzerwelse kommt sie in verschiedenen südamerikanischen Süßgewässern vor.

## Taxonomische Geschichte
Die Gattung Hoplisoma wurde 1838 durch den englischen Naturwissenschaftler William Swainson eingeführt, später jedoch mit Corydoras synonymisiert. Untersuchungen der inneren Systematik der Panzerwelse zeigten, dass es in der Gattung verschiedene monophyletische Gruppen gibt, darunter eine, die durch eine besonders kurze Schnauze gekennzeichnet ist. Im Juni 2024 wurde Hoplisoma neu beschrieben und wieder revalidiert. Die Gattung umfasst die kurzschnäuzigen, vorher zu Corydoras gehörenden Panzerwelse, sowie einige weitere Arten, die vorher keiner Corydoras-Untergruppe zugeordnet werden konnten.

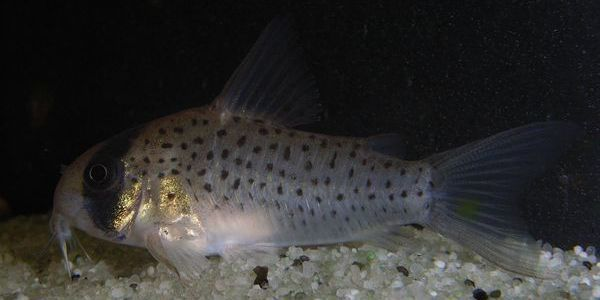
Hoplisoma atropersonatum

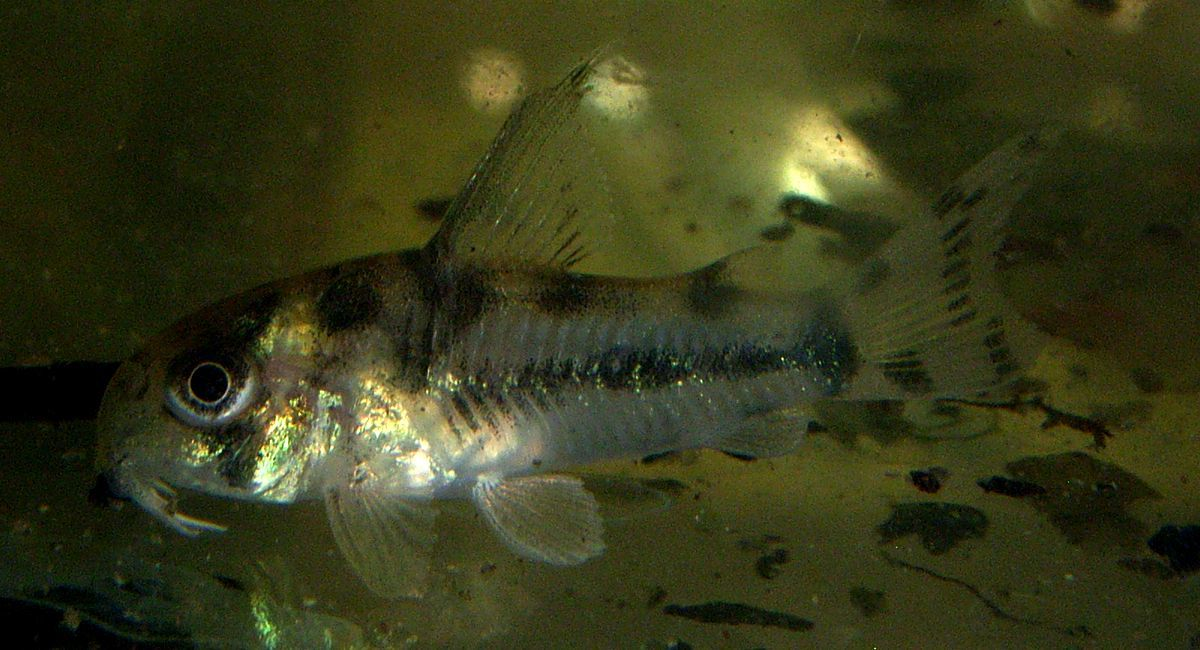
Hoplisoma boesemani

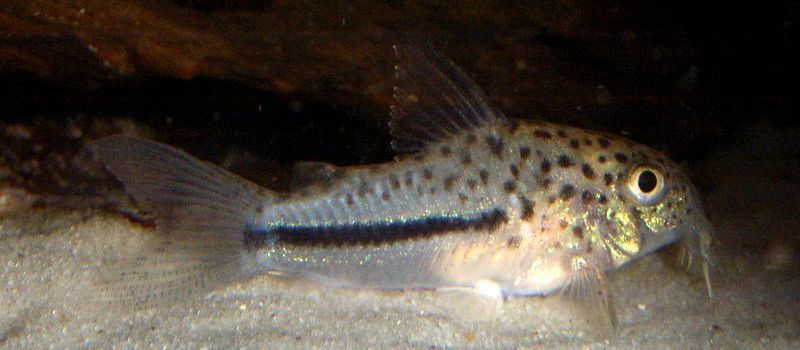
Hoplisoma coppenamensis

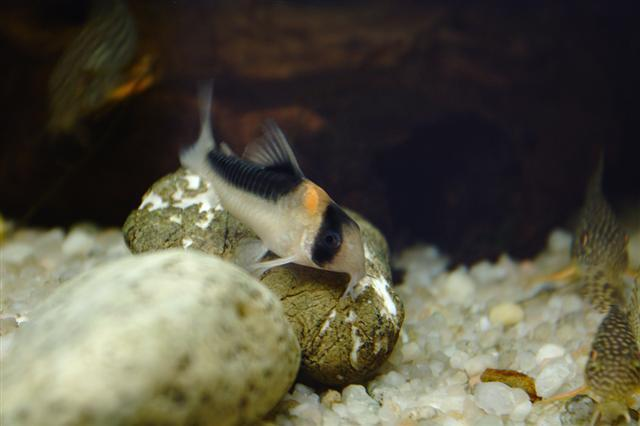
Hoplisoma duplicareum

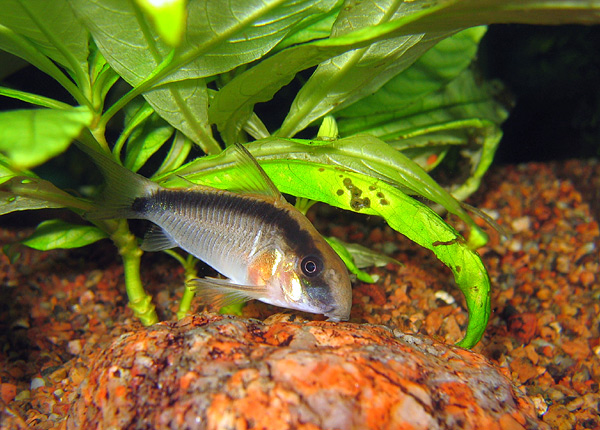
Hoplisoma granti

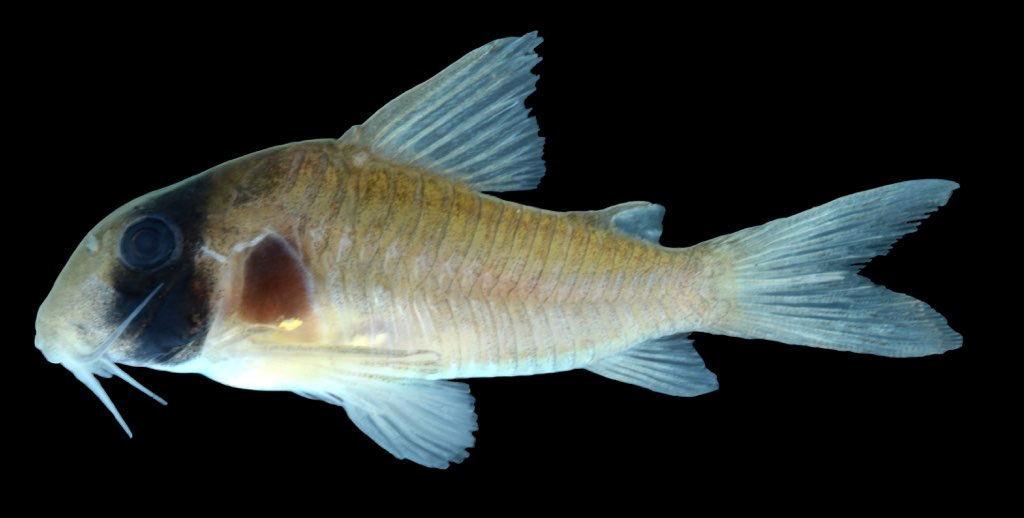
Hoplisoma griseum

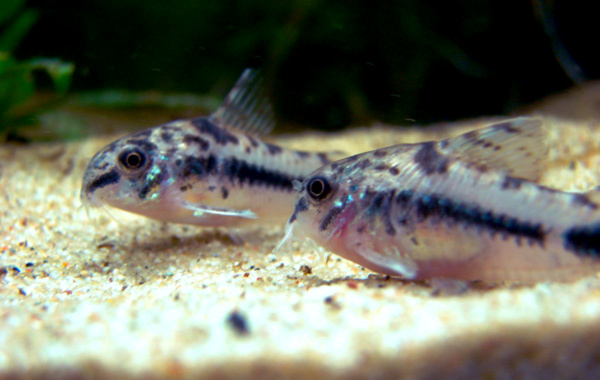
Hoplisoma habrosum

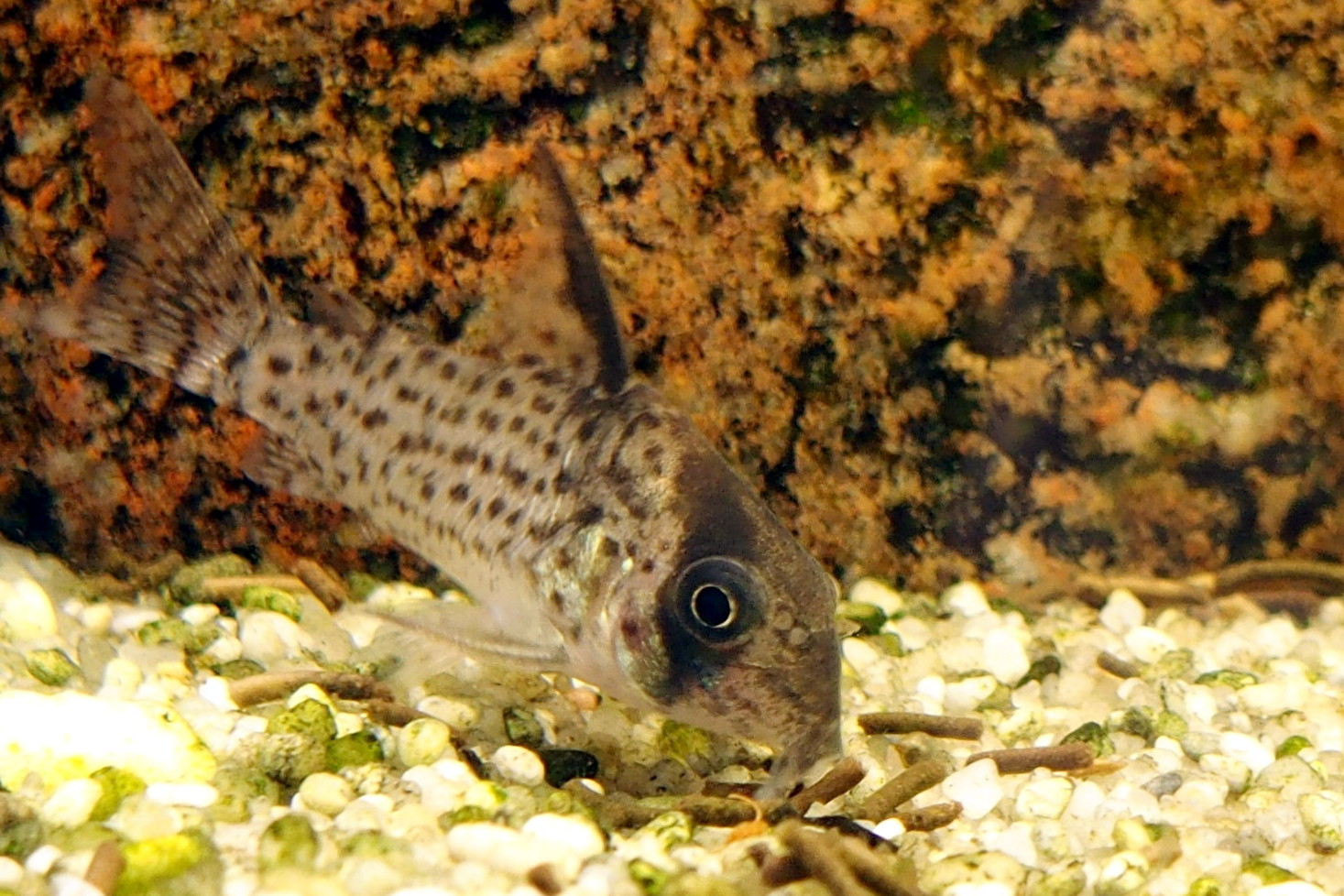
Hoplisoma kanei

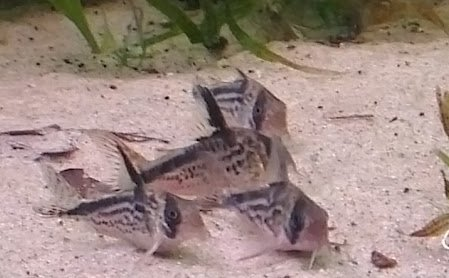
Hoplisoma loxozonum

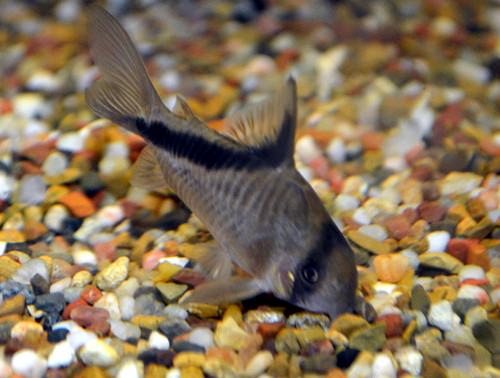
Hoplisoma melini

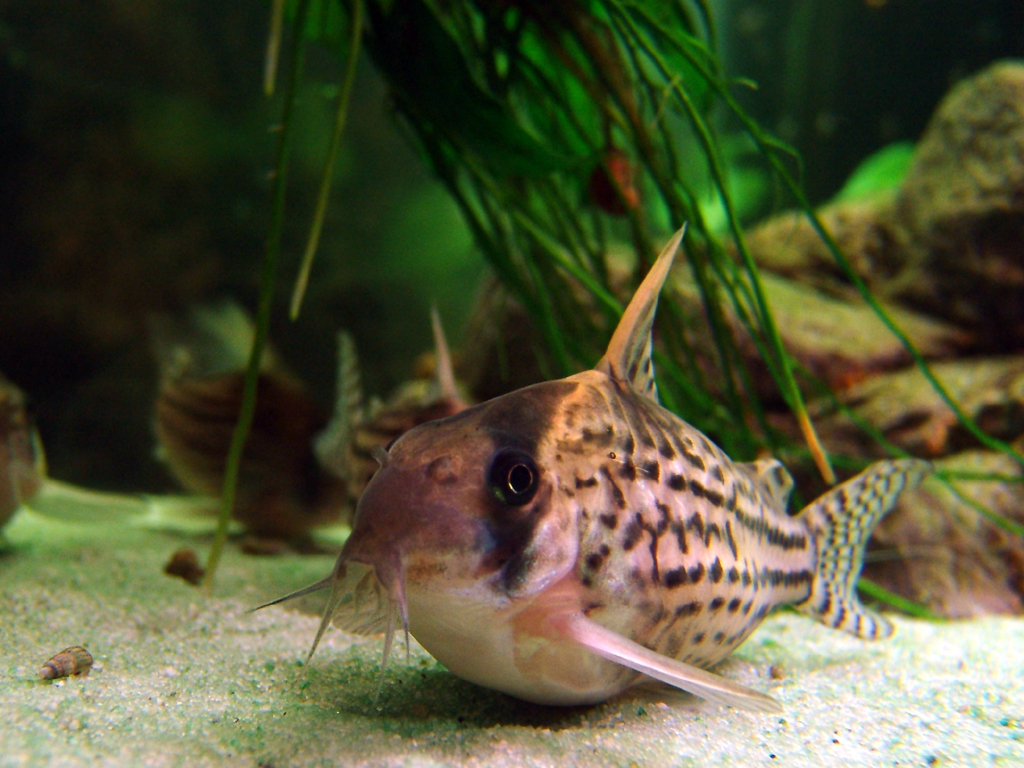
Hoplisoma schwartzi

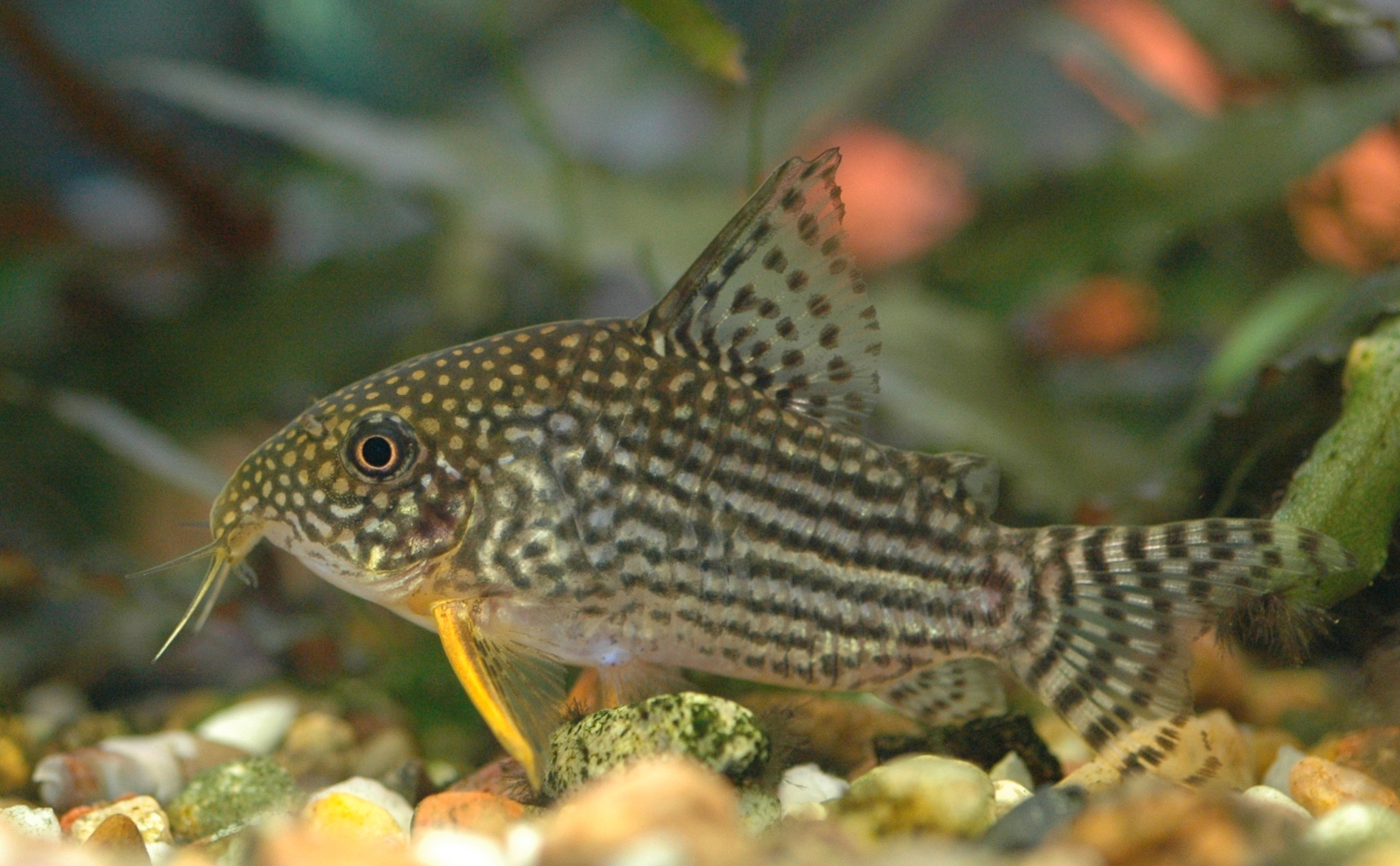
Hoplisoma sterbai

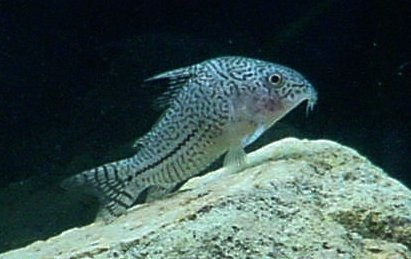
Hoplisoma trilineatum

Das folgende Kladogramm zeigt die Stellung der Gattung Hoplisoma innerhalb der Unterfamilie Corydoradinae.
|  | Aspidoras    |
|  |              |
|  | Scleromystax |
|  |              |

|  | Hoplisoma                                               |
|  |                                                         |
|  | \| \| Brochis \| \| \| \| \| \| Osteogaster \| \| \| \| |
|  |                                                         |
|  | Brochis                                                 |
|  |                                                         |
|  | Osteogaster                                             |
|  |                                                         |

|  | Brochis     |
|  |             |
|  | Osteogaster |
|  |             |

|  | Hoplisoma                                               |
|  |                                                         |
|  | \| \| Brochis \| \| \| \| \| \| Osteogaster \| \| \| \| |
|  |                                                         |
|  | Brochis                                                 |
|  |                                                         |
|  | Osteogaster                                             |
|  |                                                         |

|  | Brochis     |
|  |             |
|  | Osteogaster |
|  |             |

|  | Aspidoras    |
|  |              |
|  | Scleromystax |
|  |              |

|  | Hoplisoma                                               |
|  |                                                         |
|  | \| \| Brochis \| \| \| \| \| \| Osteogaster \| \| \| \| |
|  |                                                         |
|  | Brochis                                                 |
|  |                                                         |
|  | Osteogaster                                             |
|  |                                                         |

|  | Brochis     |
|  |             |
|  | Osteogaster |
|  |             |

|  | Hoplisoma                                               |
|  |                                                         |
|  | \| \| Brochis \| \| \| \| \| \| Osteogaster \| \| \| \| |
|  |                                                         |
|  | Brochis                                                 |
|  |                                                         |
|  | Osteogaster                                             |
|  |                                                         |

|  | Brochis     |
|  |             |
|  | Osteogaster |
|  |             |

|  | Aspidoras    |
|  |              |
|  | Scleromystax |
|  |              |

|  | Hoplisoma                                               |
|  |                                                         |
|  | \| \| Brochis \| \| \| \| \| \| Osteogaster \| \| \| \| |
|  |                                                         |
|  | Brochis                                                 |
|  |                                                         |
|  | Osteogaster                                             |
|  |                                                         |

|  | Brochis     |
|  |             |
|  | Osteogaster |
|  |             |

|  | Hoplisoma                                               |
|  |                                                         |
|  | \| \| Brochis \| \| \| \| \| \| Osteogaster \| \| \| \| |
|  |                                                         |
|  | Brochis                                                 |
|  |                                                         |
|  | Osteogaster                                             |
|  |                                                         |

|  | Brochis     |
|  |             |
|  | Osteogaster |
|  |             |

|  | Aspidoras    |
|  |              |
|  | Scleromystax |
|  |              |

|  | Hoplisoma                                               |
|  |                                                         |
|  | \| \| Brochis \| \| \| \| \| \| Osteogaster \| \| \| \| |
|  |                                                         |
|  | Brochis                                                 |
|  |                                                         |
|  | Osteogaster                                             |
|  |                                                         |

|  | Brochis     |
|  |             |
|  | Osteogaster |
|  |             |

|  | Hoplisoma                                               |
|  |                                                         |
|  | \| \| Brochis \| \| \| \| \| \| Osteogaster \| \| \| \| |
|  |                                                         |
|  | Brochis                                                 |
|  |                                                         |
|  | Osteogaster                                             |
|  |                                                         |

|  | Brochis     |
|  |             |
|  | Osteogaster |
|  |             |

## Merkmale
Die Grundfarbe der Arten der Gattung Hoplisoma ist blassgelb, bräunlichgelb oder graugelb. Der Körper oder ein Teil des Körpers sind in den meisten Fällen mit kleinen dunklen Flecken gemustert. Hoplisoma-Arten unterscheiden sich von allen anderen Panzerwelsen unter anderem durch die folgenden Merkmale:
1. Das Mesethmoid, ein Schädelknochen, ist klein bis mittelgroß. Bei Gastrodermus ist das Mesethmoid auffallend kurz. Bei Corydoras ist es groß und sehr groß ist es bei Brochis.
2. Der hintere Rand sowohl des Rückenflossenstachels als auch des Brustflossenstachels ist in der Regel mit Zacken versehen, wobei diese senkrecht stehen oder zur Spitze des Stachels gerichtet sind. Bei Brochis sind diese Zacken zur Basis des Stachels gerichtet. Bei Scleromystax ist der Rückenflossenstachel ungezackt, die Zacken des Brustflossenstachels sind zur Basis gerichtet. Bei Corydoras und Gastrodermus sind die Zacken des Brustflossenstachels nach oben gerichtet, die des Brustflossenstachels weisen zur Brustflossenbasis.

## Arten
Zur Gattung Hoplisoma gehören über 80 bisher beschriebene und zahlreiche noch unbeschriebene Arten:
- Hoplisoma acrense (Nijssen, 1972)
- Hoplisoma adolfoi (Burgess, 1982)
- Hoplisoma albolineatum (Knaack, 2004)
- Hoplisoma amphibelum (Cope, 1872)
- Hoplisoma apiaka (Espíndola, Spencer, Rocha & Britto, 2014)
- Hoplisoma araguaiaense (Sands, 1990)
- Hoplisoma armatum (Günther, 1868)
- Hoplisoma atropersonatum (Weitzman & Nijssen, 1970)
- Hoplisoma axelrodi (Rössel, 1962)
- Hoplisoma baderi (Geisler, 1969)
- Hoplisoma benattii (Espíndola, Tencatt, Pupo, Villa‐Verde & Britto, 2018)
- Hoplisoma bicolor (Nijssen & Isbrücker, 1967)
- Hoplisoma boehlkei (Nijssen & Isbrücker, 1982)
- Hoplisoma boesemani (Nijssen & Isbrücker, 1967)
- Hoplisoma bondi (Gosline, 1940)
- Hoplisoma breei (Isbrücker & Nijssen, 1992)
- Hoplisoma brevirostre (Fraser-Brunner, 1947)
- Hoplisoma burgessi (Axelrod, 1987)
- Hoplisoma carlae (Nijssen & Isbrücker, 1983)
- Hoplisoma caudimaculatum (Rössel, 1961)
- Hoplisoma cochui (Myers & Weitzman, 1954)
- Hoplisoma colossus (Tencatt, Grant & Bentley, 2023)
- Hoplisoma concolor (Weitzman, 1961)
- Hoplisoma copei (Nijssen & Isbrücker, 1986)
- Hoplisoma coppenamense (Nijssen, 1970)
- Hoplisoma cruziense (Knaack, 2002)
- Hoplisoma davidsandsi (Black, 1987)
- Hoplisoma diphyes (Axenrot & Kullander, 2003)
- Hoplisoma duplicareum (Sands, 1995)
- Hoplisoma ehrhardti (Steindachner, 1910)
- Hoplisoma esperanzae (Castro, 1987)
- Hoplisoma evelynae (Rössel, 1963)
- Hoplisoma eversi (Tencatt & Britto, 2016)
- Hoplisoma flaveolum (Ihering, 1911)
- Hoplisoma froehlichi (Tencatt, Britto & Pavanelli, 2016)
- Hoplisoma gladysae (Calviño & Alonso, 2010)
- Hoplisoma gossei (Nijssen, 1972)
- Hoplisoma granti (Tencatt, Lima & Britto, 2019)
- Hoplisoma griseum (Holly, 1940)
- Hoplisoma gryphus (Tencatt, Britto & Pavanelli, 2014)
- Hoplisoma guianense (Nijssen, 1970)
- Hoplisoma habrosum (Weitzman, 1960)
- Hoplisoma hypnos (Tencatt, Ohara, Sousa & Britto, 2022)
- Hoplisoma julii (Steindachner, 1906)
- Hoplisoma kanei (Grant, 1997)
- Hoplisoma knaacki (Tencatt & Evers, 2016)
- Hoplisoma lacrimostigmata (Tencatt, Britto & Pavanelli, 2014)
- Hoplisoma leucomelas (Eigenmann & Allen, 1942)
- Hoplisoma longipinne (Knaack, 2007)
- Hoplisoma loretoense (Nijssen & Isbrücker, 1986)
- Hoplisoma loxozonum (Nijssen & Isbrücker, 1983)
- Hoplisoma lymnades (Tencatt, Vera-Alcaraz, Britto & Pavanelli, 2013)
- Hoplisoma melanistium (Regan, 1912)
- Hoplisoma melini (Lönnberg & Rendahl, 1930)
- Hoplisoma metae (Eigenmann, 1914)
- Hoplisoma micracanthus (Regan, 1912)
- Hoplisoma microcephalum (Regan, 1912)
- Hoplisoma multimaculatum (Steindachner, 1907)
- Hoplisoma nattereri (Steindachner, 1876)
- Hoplisoma oiapoquense (Nijssen, 1972)
- Hoplisoma ortegai (Britto, Lima & Hidalgo, 2007)
- Hoplisoma osteocarum (Böhlke, 1951)
- Hoplisoma osvaldoi Alonso, Terán, Aguilera, Montes, Serra Alanís, Calviño, Vera-Alcaraz et al., 2024[6]
- Hoplisoma paleatum (Jenyns, 1842)
- Hoplisoma panda (Nijssen & Isbrücker, 1971)
- Hoplisoma paragua (Knaack, 2004)
- Hoplisoma parallelum (Burgess, 1993)
- Hoplisoma pavanelliae (Tencatt & Ohara, 2016)
- Hoplisoma petracinii (Calviño & Alonso, 2010)
- Hoplisoma polystictum (Regan, 1912)
- Hoplisoma potaroense (Myers, 1927)
- Hoplisoma psamathos (Tencatt, Ohara, Sousa & Britto 2022)
- Hoplisoma punctatum (Bloch, 1794)
- Hoplisoma revelatum † (Cockerell, 1925)
- Hoplisoma reynoldsi (Myers & Weitzman, 1960)
- Hoplisoma rikbaktsa (Lima & Britto, 2020)
- Hoplisoma sanchesi (Nijssen & Isbrücker, 1967)
- Hoplisoma schwartzi (Rössel, 1963)
- Hoplisoma simile (Hieronimus, 1991)
- Hoplisoma sipaliwini (Hoedeman, 1965)
- Hoplisoma steindachneri (Isbrücker & Nijssen, 1973)
- Hoplisoma sterbai (Knaack, 1962)
- Hoplisoma surinamense (Nijssen, 1970)
- Hoplisoma thanatos (Tencatt, Ohara, Sousa & Britto, 2022)
- Hoplisoma trilineatum (Cope, 1872)
- Hoplisoma tukano (Britto & Lima, 2003)
- Hoplisoma urucu (Britto, Wosiacki & Montag, 2009)
- Hoplisoma weitzmani (Nijssen, 1971)
- Hoplisoma xinguense (Nijssen, 1972)

Bei ihrer Neubearbeitung der Unterfamilie der Corydoradinae, mit Neuvalidierung der Gattung Hoplisoma, wiesen Angelica C. Dias und Kollegen auf eine Artengruppe mit den drei Arten Hoplisoma gladysae (Calviño & Alonso, 2010), Hoplisoma micracanthus (Regan, 1912) und Hoplisoma petracinii (Calviño & Alonso, 2010) hin. Diese ähneln in ihrer Gestalt eher den Arten der Gattung Aspidoras als den anderen Hoplisoma-Arten, von denen sie sich auch in einem morphologischen Merkmal unterscheiden: Der Os parieto-supraoccipitale im Schädel (verschmolzenes Scheitelbein und Hinterhauptsbein) hat bei ihnen keinen Kontakt zu den Nackenschilden (Nuchalplatten). In einer separaten morphologischen und genetischen Analyse stellten Felipe Alonso und Kollegen für diese drei Arten eine neue Gattung auf, die sie (nach der Quechua-Bezeichnung für „Bergfluss“) Urkumayu nannten. Nach den Ergebnissen bestehen auch Zweifel an der Monophylie der übrigen Gattung Hoplisoma im Sinne von Dias et al., in die die Gattungen Brochis und Osteogaster eigeschachtelt wären. Die Gliederung der Unterfamilie und die Umschreibung von Hoplisoma, wie hier beschrieben, sind daher vorläufig, hier sind weitere Änderungen zu erwarten.